# Wypowiedź optatywna
Wypowiedź optatywna (optatyw) – wypowiedź, która  wskazuje na to, jaki stan rzeczy byłby pożądany w przyszłości (zawiera w sobie życzenie) – np. „obym był bogaty”, „żeby w lipcu było ciepło”. 